# Каралатский Банк
Каралатский Банк (Каралатский Главный Банк) — река в России, протекает по Астраханской области. Впадает в Шимахинский Банк. Длина реки составляет около 7 км. Впадает в протоку Банк Шимоха.

## Данные водного реестра
По данным государственного водного реестра России относится к Нижневолжскому бассейновому округу, водохозяйственный участок реки — Волга (дельта) от водомерного поста Верхнее Лебяжье и до устья. Речной бассейн реки — Волга от верхнего Куйбышевского водохранилища до впадения в Каспий.
Код объекта в государственном водном реестре — 11010002512112100013204.